# Nereocystis luetkeana
A Nereocystis luetkeana a sárgásmoszatok törzsébe tartozó faj.
Nemzetségének az egyetlen faja.

## Előfordulása
A Nereocystis luetkeana előfordulási területe a Csendes-óceán észak-amerikai partjainak közelében van; az Aleut-szigetektől és Alaszkától kezdve, egészen Kalifornia déli részéig található meg. Fontos része a vízalatti moszaterdőnek.

## Megjelenése
Legfeljebb 36 méteresre nő meg. A vízalatti szirtekhez, 40 centiméteres húsos, gyökérszerű hálózattal kapaszkodik. A lebegését a – szén-monoxidot (CO) is tartalmazó – gázzal tele hólyagok biztosítják. A szárából 30-64 darab, 4 méter hosszú és 15 centiméter széles levélszerű képződmények nőnek ki. Spórái összeragadva olykor a szülő moszat mellé esnek; így sűrű „erdőket” tud kialakítani. Naponta 15 centimétert nő.

## Életmódja
A legtöbbször csak egy évet él, de néha elérheti a 18 hónapos kort is.

## Képek

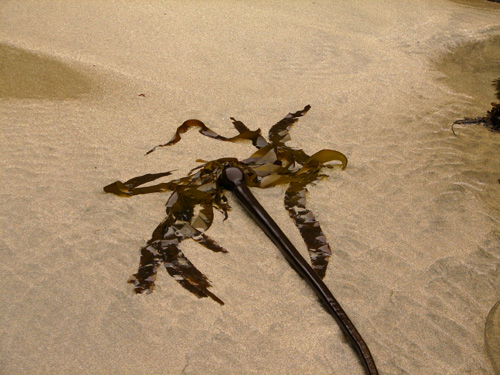
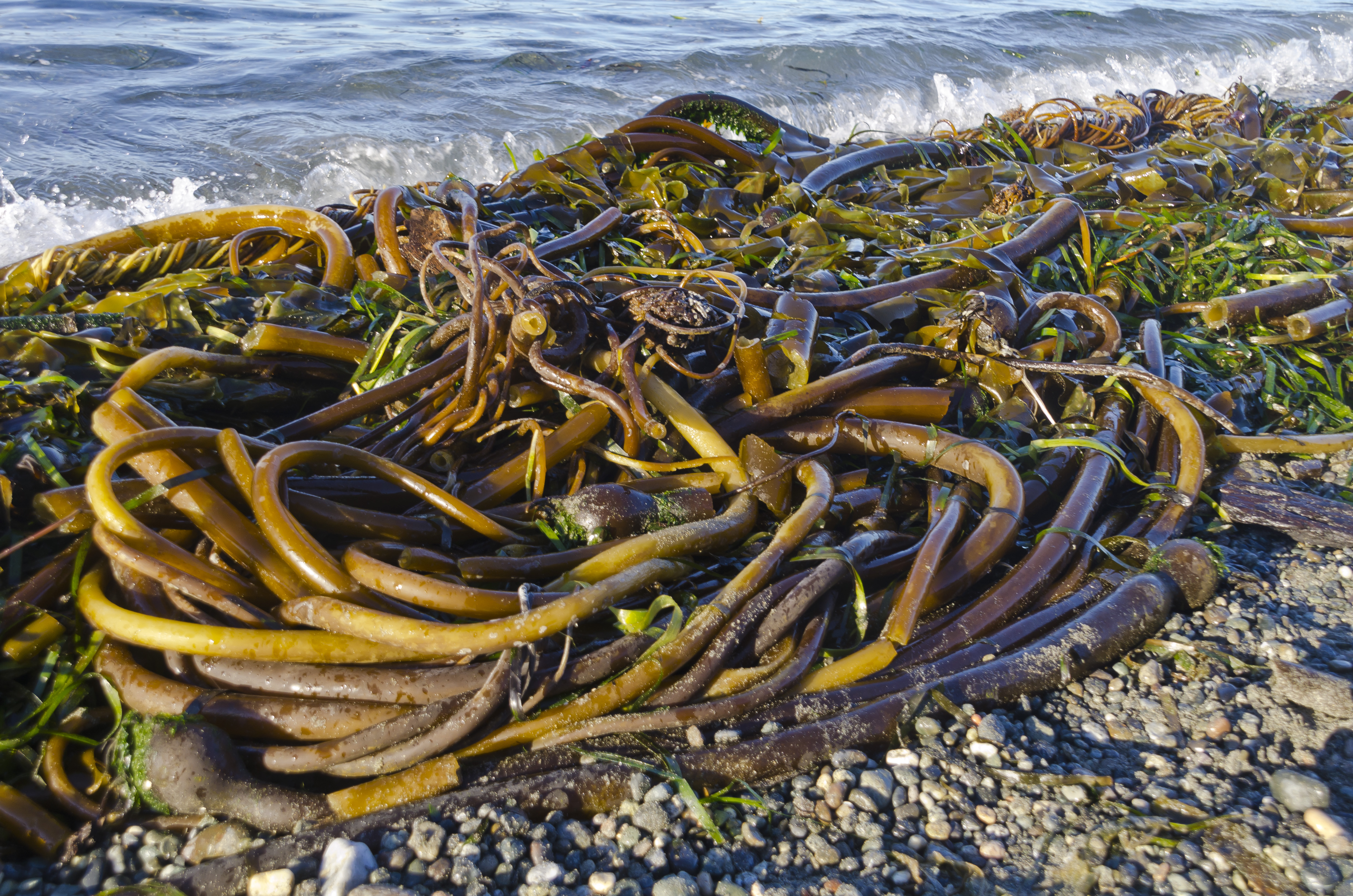
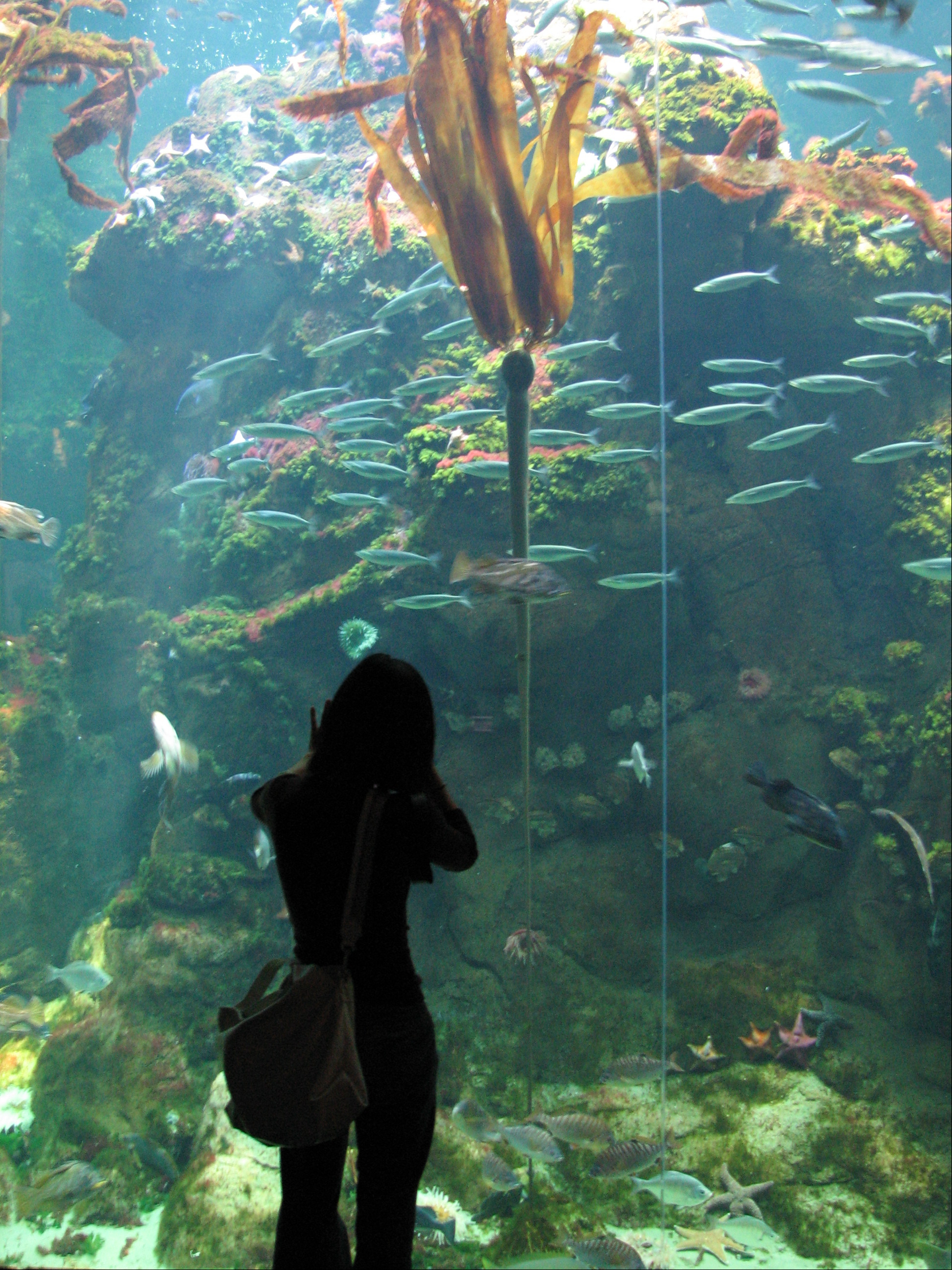
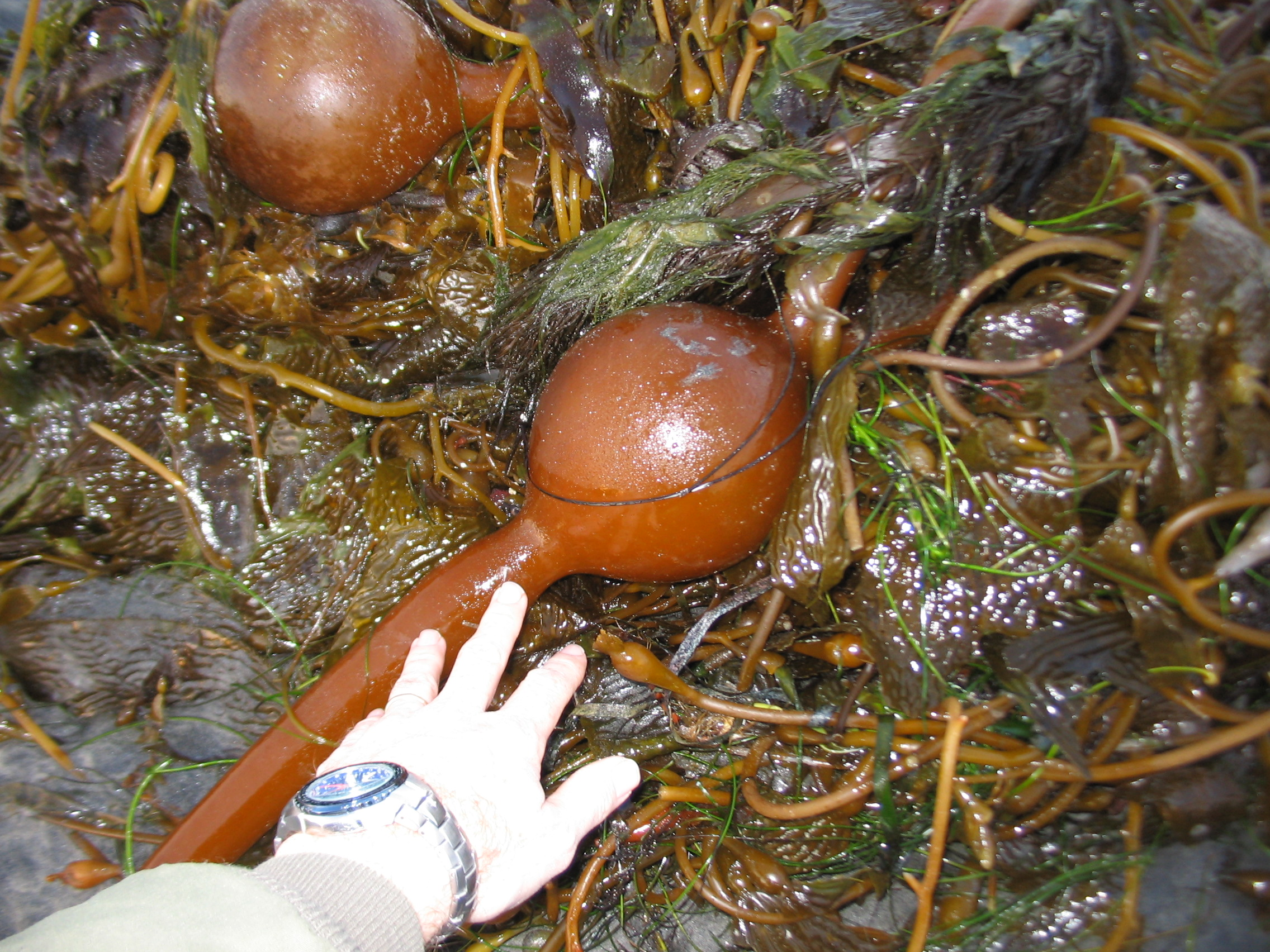
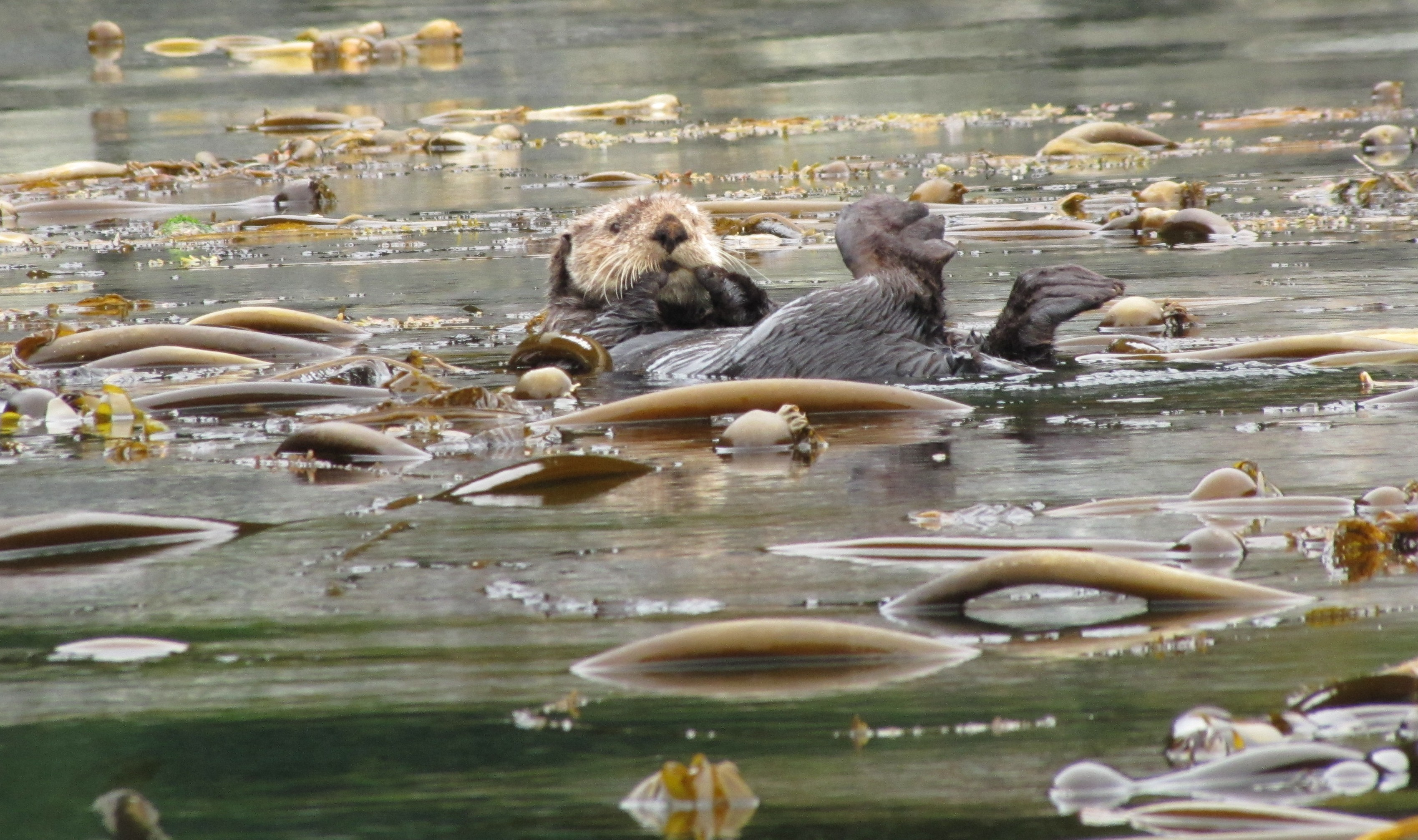
A tengeri vidra „ágyként” használja

### Fordítás
- Ez a szócikk részben vagy egészben  a   Nereocystis című angol Wikipédia-szócikk ezen változatának fordításán alapul.  Az eredeti cikk szerkesztőit annak laptörténete sorolja fel. Ez a jelzés csupán a megfogalmazás eredetét és a szerzői jogokat jelzi, nem szolgál a cikkben szereplő információk forrásmegjelöléseként.